# Хаутхален-Хелхтерен
Хаутхален-Хелхтерен (на нидерландски: Houthalen-Helchteren) е селище в Североизточна Белгия, окръг Маасейк на провинция Лимбург. Намира се на 25 km западно от град Маасейк. Населението му е около 29 900 души (2006).